# Monika Liu
Monika Liu, właśc. Monika Liubinaitė (ur. 9 lutego 1988 w Kłajpedzie) – litewska piosenkarka i autorka tekstów. Reprezentantka Litwy w 66. Konkursie Piosenki Eurowizji (2022).

## Życiorys
Urodziła się w Kłajpedzie w rodzinie nauczyciela muzyki i muzyka. W wieku pięciu lat rozpoczęła naukę gry na skrzypcach. Uczyła się w Klaipėda Ąžuolynas Gymnasium, jako dziecko uczęszczała także na lekcje baletu.
W 2004 triumfowała w konkursie „Dainų dainelė”. Po ukończeniu szkoły średniej wybrała muzykę jazzową i studia wokalne na wydziale muzycznym Uniwersytetu Kłajpedzkim, a następnie wyjechała do USA, gdzie studiowała w Berklee College of Musics w Bostonie. Po opuszczeniu uczelni przeniosła się do Londynu, gdzie nadal komponowała piosenki. W tym czasie współpracowała ze producentem Mario Basanovem oraz z rodziną muzyki elektronicznej Silence, poza tym nagrała piosenkę „Not Yesterday” z zespołem Sel, odnosiła zwycięstwa w konkursach wokalnych oraz z powodzeniem występowała w projekcie telewizji LRT „Auksinis balsas” (Złoty głos).
Portal muzyczny newsroom.indiemunity.com opisał wczesną twórczość Liubinaitė jako „mocno electro-popową (i mniej dziwaczną) wersję Björk”, ponadto została pochwalona za „ciekawe i głębokie teksty, znacznie wykraczające poza płytki i hipnotyzujący radiowy pop”.
23 maja 2019 została ogłoszona jurorką programu The Voice Lithuania. 20 kwietnia 2020 wydała album pt. Melodija, który został wydany także na płycie winylowej, czym chciała oddać nieco sentymentalne, kojarzące się z litewską sceną retro, ale jednocześnie bardzo świeże brzmienie muzyczne. Płytę nagrała w Wielkiej Brytanii we współpracy z producentem Milesem Jamesem, reżyserem dźwięku Christophem Skirlem i muzykiem Mariusem Aleksą; podczas nagrań wykorzystała starożytne syntezatory. W 2021 była jedną z jurorek programu The Masked Singer Lithuania w 2021.
7 grudnia 2021 została ogłoszona uczestniczką litewskich krajowych eliminacjach do 66. Konkursu Piosenki Eurowizji z piosenką „Sentimentai”. Utwór został publicznie wydany 18 stycznia 2022 i od razu stał się najczęściej słuchaną piosenką w Litwie, na podstawie danych międzynarodowych platform słuchania muzyki. Pomyślnie przeszła przez kolejne etapy selekcji i ostatecznie dostała się do finału, w którym zdobyła maksymalną ocenę jurorów i znacznie wyprzedziła innych uczestników w głosowaniu publiczności, zdobywając prawo do reprezentowania Litwy w 66. Konkursie Piosenki Eurowizji w Turynie. 10 maja wystąpiła w pierwszym półfinale konkursu i z 7. miejsca awansowała do finału organizowanego 14 maja. Zaprezentowała się z 14. numerem startowym i zajęła 14. miejsce z wynikiem 128 punktów w tym 35 punktów od jurorów (18. miejsce) oraz 93 punkty od telewidzów (11. miejsce).

## Dyskografia

### Albumy studyjne
- I Am (2015)
- Lünatik (2019)
- Melodija (2020)

### Single
| Rok                                                      | Tytuł                                          | Najwyższe pozycje na listach | Najwyższe pozycje na listach | Najwyższe pozycje na listach | Album    |
| Rok                                                      | Tytuł                                          | LTU                          | SWE                          | UK Down.                     | Album    |
| -------------------------------------------------------- | ---------------------------------------------- | ---------------------------- | ---------------------------- | ---------------------------- | -------- |
| 2017                                                     | „Hello”                                        | –                            | –                            | –                            | –        |
| 2019                                                     | „Komm zu mir”                                  | –                            | –                            | –                            | Lünatik  |
| 2019                                                     | „Resist No More”                               | –                            | –                            | –                            | Lünatik  |
| 2019                                                     | „Falafel”                                      | –                            | –                            | –                            | Lünatik  |
| 2019                                                     | „No Matter What”                               | –                            | –                            | –                            | Lünatik  |
| 2019                                                     | „Sometimes I Loved You Sometimes You Loved Me” | –                            | –                            | –                            | Lünatik  |
| 2019                                                     | „Detective”                                    | –                            | –                            | –                            | Lünatik  |
| 2019                                                     | „I Wanna Be a Man”                             | –                            | –                            | –                            | Lünatik  |
| 2019                                                     | „I Got You”                                    | –                            | –                            | –                            | Lünatik  |
| 2019                                                     | „Vaikinai trumpais šortais”                    | 31                           | –                            | –                            | Melodija |
| 2020                                                     | „Troškimas”                                    | –                            | –                            | –                            | Melodija |
| 2022                                                     | „Sentimentai”                                  | 1                            | –                            | 92                           | –        |
| 2022                                                     | „Bossa”                                        | 23                           | –                            | –                            | –        |
| 2022                                                     | „Šampanas (bul bul bul)”                       | 42                           | –                            | –                            | –        |
| „–” oznacza, że singel nie był notowany na danej liście. |                                                |                              |                              |                              |          |